# Kostel svatého Petra a Pavla (Byšičky)
Kostel svatého Petra a Pavla je římskokatolický filiální kostel v Byšičkách, patřící do farnosti Lázně Bělohrad v okrese Jičín. Je chráněn jako kulturní památka České republiky.

## Historie
Poprvé je kostel v Byšičkách písemně zmiňován v roce 1267, kdy na návrší stojí románský kostelík. Obec je poprvé písemně zmíněna v roce 1318. Obec zanikla za třicetileté války a zbyl z ní pouze kostel. Výraznější stavební opravou prošel kostel v roce 1718. V letech 1851–1880 žil u kostela poslední z českých poustevníků Augustýn Hoření. Na konci 20. století byla provedena celková rekonstrukce kostela a opravena i křížová cesta vedoucí ke kostelu. U kostela se rozkládá hřbitov, kde je pochován např. hudební skladatel Karel Moor, spisovatelka Leontýna Mašínová nebo herec Jiří Letenský. Byšičky údajně inspirovaly básníka Karla Jaromíra Erbena k napsání balady Svatební košile, ovšem podle jiné hypotézy jako inspirace pro místo děje uvedené balady posloužil hřbitov u kostela svaté Maří Magdalény ve Velharticích na Klatovsku.

## Architektura
Z původního románského kostelíka se zachovala jen apsida za oltářem. Ve 13. století byl přistavěn presbytář, v roce 1720 loď a v roce 1850 věž. V roce 1854 nechal kostel opravit majitel panství Alfons Aichelburg.

## Bohoslužby
V Byšičkách se konají každoročně v červnu hojně navštěvované a oblíbené poutě.[kdy?]

## Galerie

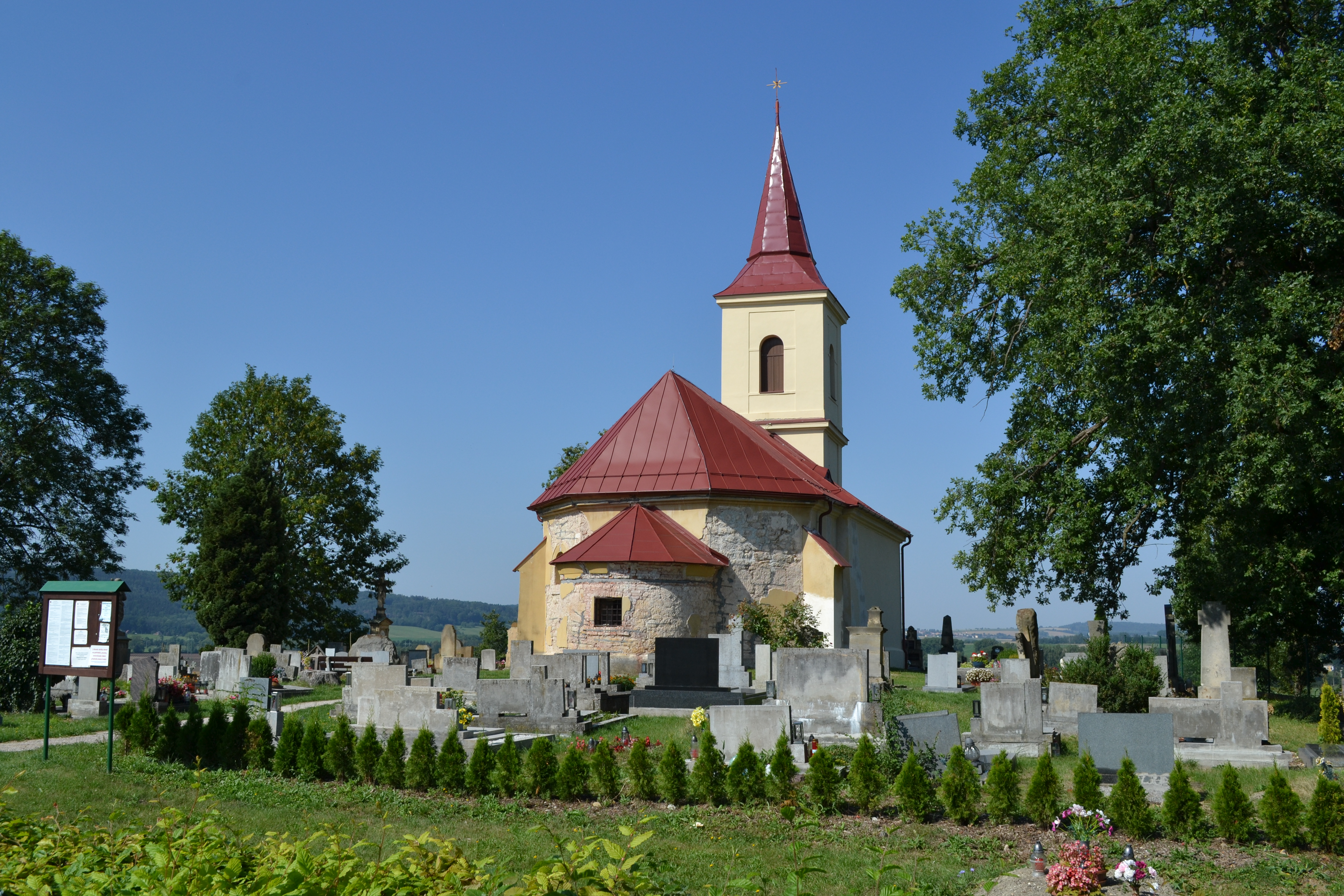
Závěr kostela
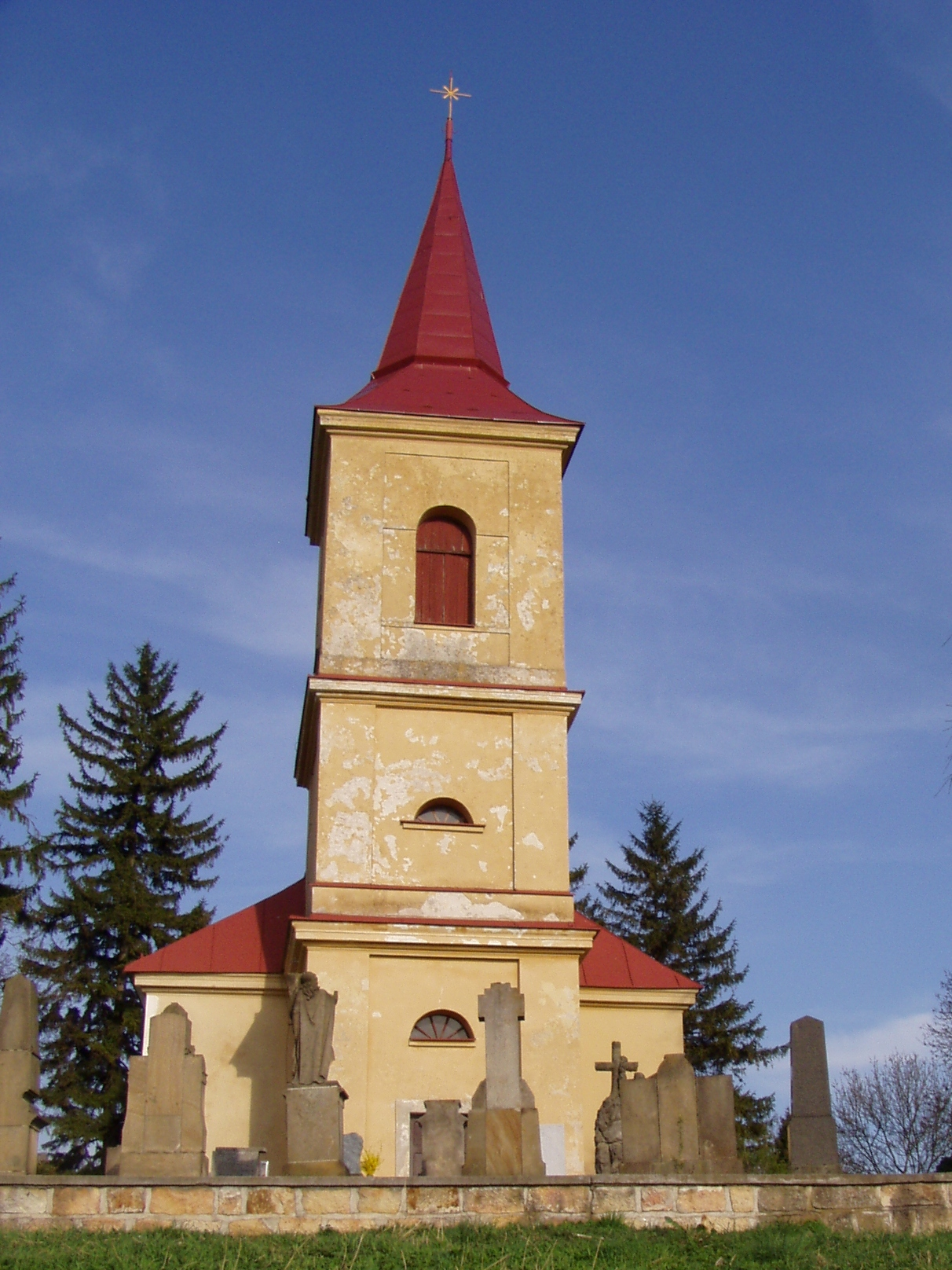
Kostelní věž
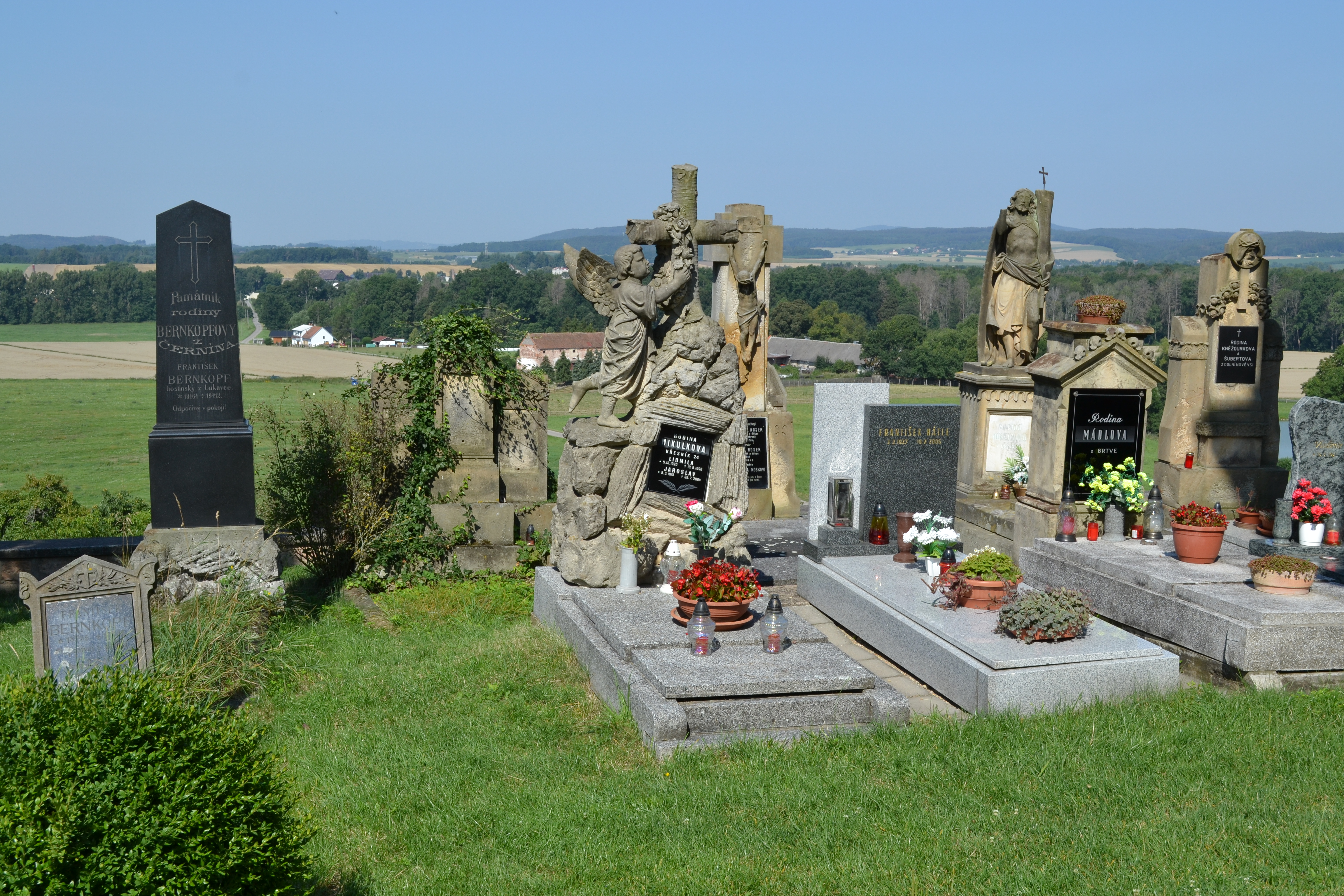
Hřbitov
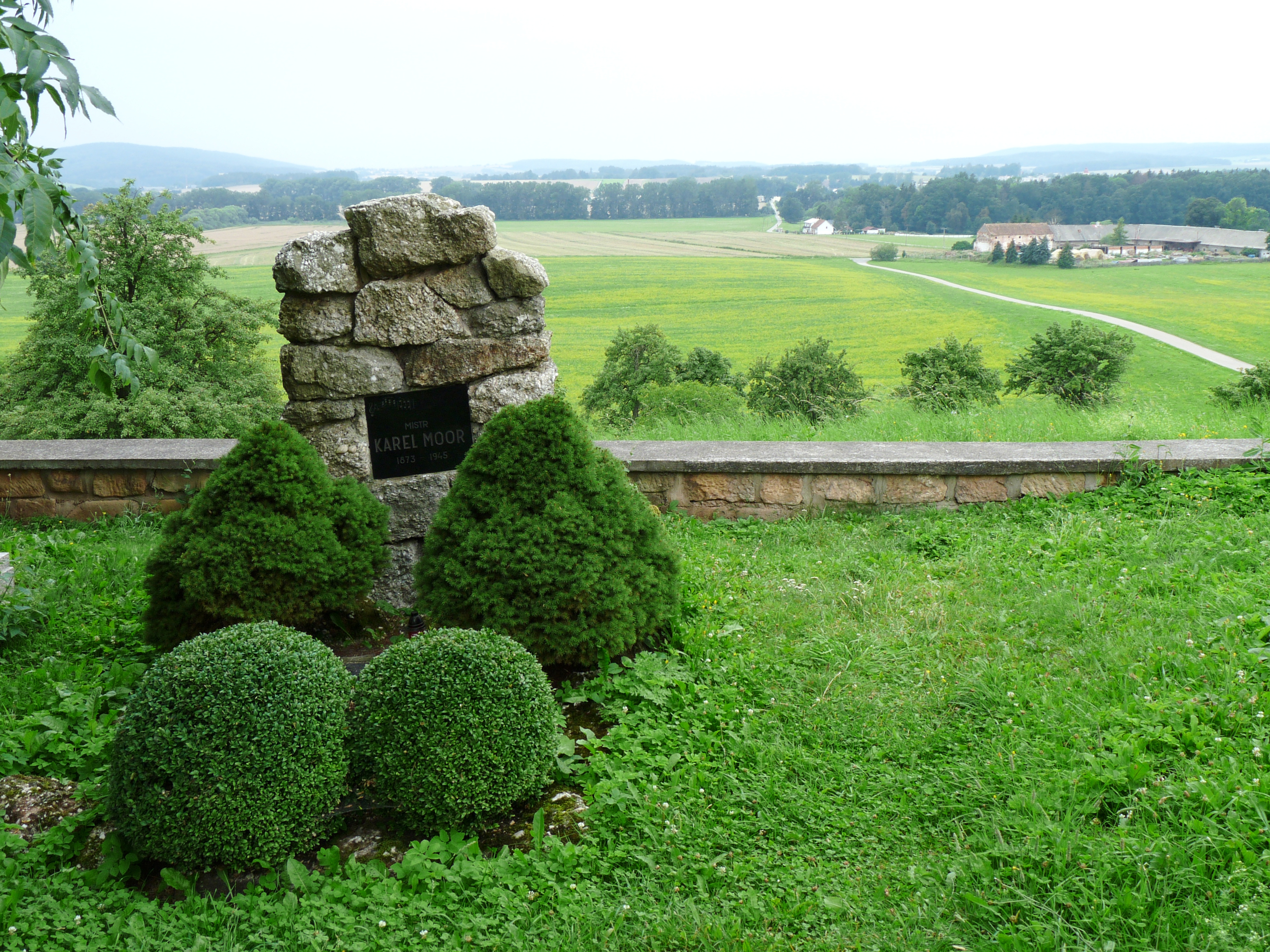
Hrob hudebního skladatele Karla Moora
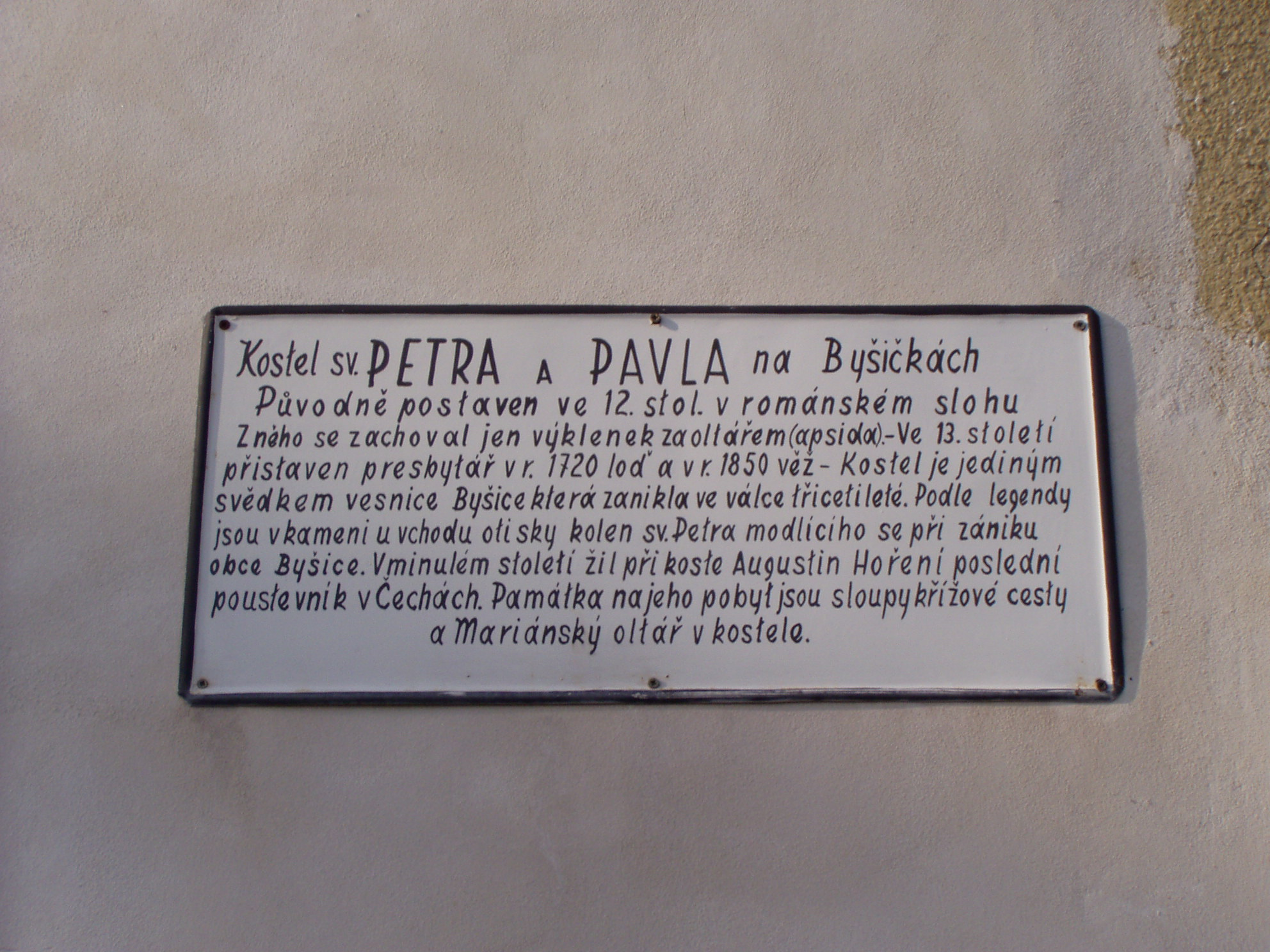
Informace o historii kostela